# Гадкий койот (бар)

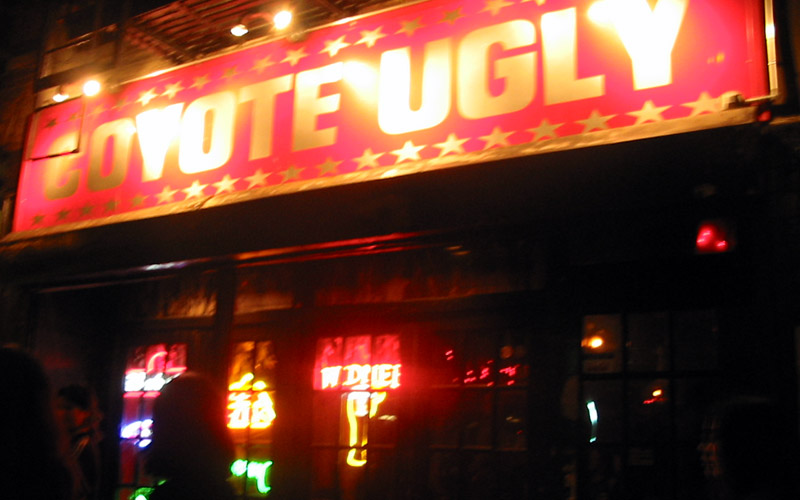
Вывеска бара в Нью-Йорке

«Гадкий койот» (англ. Coyote Ugly Saloon) — бар в Нью-Йорке, а также одноимённая сеть баров по всему миру. Он послужил местом съемок фильма «Бар «Гадкий койот»».

## История

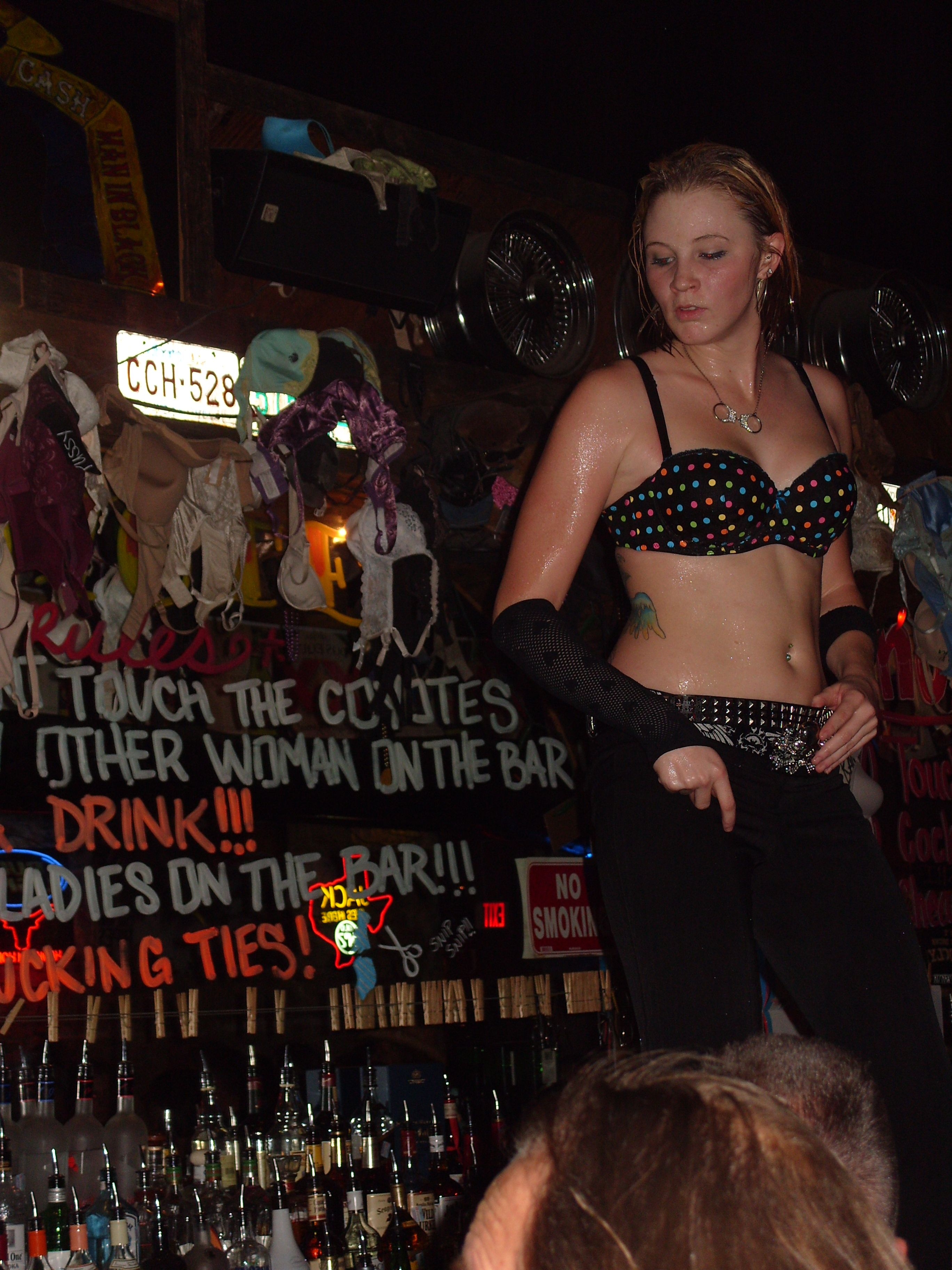
Танцовщица в баре

Первоначальный бар Гадкий койот открылся 27 января 1993 в Нью-Йорке, после того как выпускница нью-йоркского университета Лилиана Ловелл отказалась от стажировки на Уолл-стрит в пользу работы барменом.

### Рост компании
В качестве операции по франшизе в 2001 году открылся второй «Coyote Ugly Saloon» в Лас-Вегасе в Нью-Йорке, Нью-йоркской Hotel & Casino.
Во французском квартале Нового Орлеана в 2002 году открылся новый бар. Ловелл переехала из Нью-Йорка в Новый Орлеан в 2003 году, чтобы участвовать в ежедневной корпоративной деятельности компании и управлять баром. В 2004 компания открыла дополнительные корпоративные отделения в Сан-Антонио, Техас; Остин, Техас; Нэшвилл, Теннесси; и франчайзинговое место в Панама Сити, Флорида. Дополнительное корпоративное отделение, компания открыла в 2005 году в Денвере, штат Колорадо, затем в 2006 году в Мемфисе, штат Теннесси. В Оклахома-Сити в июне 2009 году, через три года открылся первый новый «Гадкий койот».

## В популярной культуре

### Фильм на основе компании
Когда бывшая бариста Элизабет Гилберт написала в статье для журнала GQ под названием «Муза Гадкого койота» о своем опыте в 1997 году, бар стал известен по всей стране. Купив права на историю Ловела, компания продюсера Джерри Брукхаймера сняла фильм «Гадкий койот», сюжет которого основан на статье. Фильм сняли в Лос-Анджелесе. Мария Белло в роли Ловелл и Пайпер Перабо в роли начинающего композитора в Нью-Йорке открыли «Гадкий койот» в августе 2000 года. Больше 110 млн долларов было собрано по всему миру.
Также Бар "Гадкий Кайот" был упомянут в фильме Оседлавший ветер в 1986. Стюарт Пи ( Том Барлинсон ) рассказывает историю названия бара своей девушке Джейд ( Николь Кидман ). Только в его истории, мужчина увидев утром после вечеринки насколько страшная его подружка, хотел отгрызть себе руку лишь бы не разбудить ее. В отличии от нового фильма "Бар Гадкий Кайот" 2000 с Марией Белло.